# Kenneth Pennington

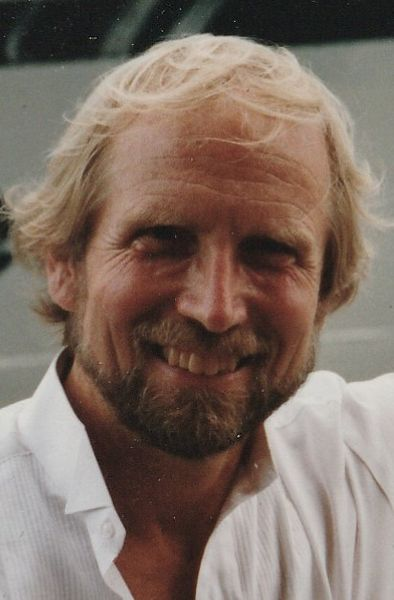
Kenneth Pennington, aufgenommen 1997 von Werner Maleczek

Kenneth Pennington (* 6. Oktober 1941 in Salem) ist ein US-amerikanischer Mittelalterhistoriker, der vor allem die Beziehungen zwischen kirchlichem und weltlichen Recht und mittelalterliche Juristen erforscht.

## Leben
Er erwarb akademische Abschlüsse an der University of Wisconsin–Milwaukee (B.A. 1965 und M.A. 1967) und den Ph.D. 1972 an der Cornell University. Er lehrte an der Syracuse University als Assistant professor (1971–1975), Associate professor (1975–1984), Professor für Geschichte 1984–2001. Von 2001 bis 2017 lehrte er als  Kelly-Quinn Professor of Ecclesiastical and Legal History an der Columbus School of Law and The School of Religious Studies der Catholic University of America. Mit Manlio Bellomo und Orazio Condorelli leitet er die International School of the Ius commune, Erice, Sicily, die ein Teil des Centro di Cultura Scientifica Ettore Majorana ist. Seit 2000 ist er korrespondierendes Mitglied der Zentraldirektion der Monumenta Germaniae Historica.
Seine Interessengebiete sind antike, mittelalterliche und frühneuzeitliche Rechtsgeschichte, Geschichte des konstitutionellen Denkens, politische Theorie, Kirchengeschichte, Universitätsgeschichte und Paläographie.

## Schriften (Auswahl)
- als Herausgeber: Johannis Teutonici apparatus glossarum in Compilationem tertiam. Vatikan 1981, ISBN 88-210-0570-4.
- Pope and Bishops. The Papal Monarchy in the Twelfth and Thirteenth Centuries. Philadelphia 1984, ISBN 0-8122-7918-2.
- Popes, Canonists, and Texts 1150–1550. Aldershot 1993, ISBN 0-86078-387-1.
- The Prince and the Law, 1200–1600. Sovereignty and Rights in the Western Legal Tradition. Berkeley 1993, ISBN 0-520-07995-7.
- zusammen mit Charles Donahue jr.: Bio-Bibliographical Guide to Medieval and Early Modern Jurists. Onlinedatenbank.